# Patrick Schnetzer
Patrick Schnetzer (* 15. November 1993) ist ein österreichischer Radballer. Er gewann von 2009 bis 2011 dreimal in Folge die Junioren-Europameisterschaft, wurde 2011 der jüngste Radball-Weltmeister in der Geschichte und ist achtfacher Weltmeister (2011–2022).

## Werdegang
Bei den Österreichischen Meisterschaften der Schüler A belegte Schnetzer 2005 den dritten Rang und wurde 2006 Österreichischer Meister. Er begann seine Karriere beim RV Sulz und wechselte 2006 zum RC Höchst.
2007 startete er bei der Jugend und erreichte erneut den ersten Rang. 2008 und 2009 konnte er bei den Junioren diesen Platz erneut halten. 2009 wurde er außerdem Europameister bei den Junioren. 2010 wechselte er von den Junioren direkt in die 1. Liga, wo er dann mit Dietmar Schneider zusammen spielte.
Obwohl er erst 16 Jahre alt war, war er schon im ersten Jahr bei der Elite enorm erfolgreich. 2011 erhielt er das Goldene Verdienstzeichen der Republik Österreich.
Zu Beginn des Jahres 2013 beendete Dietmar Schneider seine aktive Karriere. Patrick Schnetzer spielte dann in der neuen Saison zusammen mit dem Höchster Markus Bröll.
Im November 2017 startete er mit Markus Bröll bei den Hallenradsport-Weltmeisterschaften 2017 in Dornbirn. Die beiden wurden nach einem 3:4 im Finalspiel gegen Deutschland Vize-Weltmeister.
Im November 2018 holte er sich mit Markus Bröll in Lüttich zum sechsten Mal den Titel des Weltmeisters. Im Dezember 2019 sicherte er sich wieder mit Markus Bröll in Basel den siebten Weltmeister-Titel.
Im Januar 2020 gewann er beim Abschlussturnier von Markus Bröll noch einmal den Gesamtweltcup. Als bisher einziges Team überhaupt gewannen die beiden alle vier Weltcupturniere und das zur Saison gehörende Weltcup-Finale. Nach dem Abschlussturnier wechselte er den Verein und spielt seitdem mit Stefan Feurstein für den RV Dornbirn.
Im Januar 2022 kugelte sich Patrick Schnetzer bei einer Abwehraktion die Schulter aus. In einem operativen Eingriff musste das abgerissene Labrum mit Ankern fixiert werden. Er verpasste dadurch den Österreich-Cup und wurde da durch Simon König ersetzt. Beim Comeback im Juni 2022 sicherte sich Patrick zusammen mit Stefan Feurstein den Europameistertitel in Ungarn.
Im August 2022 verletzte sich Schnetzer erneut. Bei einem Fahrradunfall brach er sich das Schlüsselbein und musste wiederum operiert werden. Beim Weltcupturnier in Dorlisheim (FRA) musste er somit erneut durch Simon König vertreten werden. Zusammen mit Stefan Feurstein qualifizierte er sich trotz beider Verletzungen für die Weltmeisterschaft 2022 in Gent, Belgien. Anfang November 2022 gewann er bei dieser Weltmeisterschaft zusammen mit Stefan Feurstein den ersten gemeinsamen Weltmeister-Titel. Für Stefan Feurstein war es überhaupt der erste Weltmeister-Titel, für Patrick Schnetzer der bereits achte.

### Privates
Patrick Schnetzer ist verheiratet mit der deutschen Kunstradfahrerin und mehrfachen Weltmeisterin Nadja Schnetzer (geb. Thürmer).

## Sportliche Erfolge
- Weltmeisterschaft
  -  Weltmeister 2011, 2013, 2014, 2015, 2016, 2018, 2019, 2022
  -  Silbermedaille 2012, 2017, 2024
  -  Bronzemedaille 2010, 2021, 2023
- Gesamtweltcup
  - 1. Rang 2012, 2014, 2016, 2017, 2018, 2019, 2021, 2022, 2023
  - 2. Rang 2011, 2015, 2024
  - 3. Rang 2013
- Europacup/Europameisterschaft
  - 1. Rang 2014, 2015, 2016, 2017, 2018, 2019, 2022
  - 3. Rang 2012, 2013
- Österreichische Meisterschaft
  - 1. Rang 2011, 2012, 2014, 2016, 2017, 2018, 2019, 2021, 2022, 2023, 2024
  - 2. Rang 2010, 2015
  - 3. Rang 2013
- Österreichischer Cup
  - 1. Rang 2010, 2012, 2014, 2015, 2017, 2018, 2019, 2020, 2023, 2024
  - 2. Rang 2013, 2016
  - 3. Rang 2011
- Europacup U23
  - 1. Rang 2012, 2013, 2015
  - 2. Rang 2011
  - 3. Rang 2010, 2014
- Junioren-Europameisterschaft
  - 1. Rang 2009, 2010, 2011

### Weltcup-Statistik
| Jahr                    | Partner              | 1. T.          | 2. T.          | 3. T.          | 4. T.          | Punkte  | Quali | Finale         |
| ----------------------- | -------------------- | -------------- | -------------- | -------------- | -------------- | ------- | ----- | -------------- |
| 2009                    | Florian Fischer (a)  | 7              | –              | –              | –              | –       | –     | –              |
| 2010                    | Dietmar Schneider    | Bronzemedaille | 5              | 4              | 4 (b)          | 140     | 7     | 4              |
| 2011                    | Dietmar Schneider    | Goldmedaille   | Bronzemedaille | Goldmedaille   | Silbermedaille | 185     | 2     | Silbermedaille |
| 2012                    | Dietmar Schneider    | Goldmedaille   | 4              | Goldmedaille   | Goldmedaille   | 185     | 1     | Goldmedaille   |
| 2013                    | Markus Bröll         | Silbermedaille | Goldmedaille   | Goldmedaille   | 4              | 180     | 3     | Bronzemedaille |
| 2014                    | Markus Bröll         | Silbermedaille | 4              | Goldmedaille   | Silbermedaille | 175     | 3     | Goldmedaille   |
| 2015                    | Markus Bröll         | Goldmedaille   | Goldmedaille   | 5              | Goldmedaille   | 180     | 1     | Silbermedaille |
| 2016                    | Markus Bröll         | Goldmedaille   | Goldmedaille   | 5              | Silbermedaille | 175     | 2     | Goldmedaille   |
| 2017                    | Markus Bröll         | 4              | Goldmedaille   | Goldmedaille   | – (c)          | 135     | 2     | Goldmedaille   |
| 2018                    | Markus Bröll         | Goldmedaille   | Goldmedaille   | Goldmedaille   | Silbermedaille | 195     | 1     | Goldmedaille   |
| 2019                    | Markus Bröll         | Goldmedaille   | Goldmedaille   | Goldmedaille   | Goldmedaille   | 200     | 1     | Goldmedaille   |
| 2020                    | Stefan Feurstein (d) | -              | -              | -              | -              | -       | -     | -              |
| 2021                    | Stefan Feurstein (e) | Goldmedaille   | Goldmedaille   | -              | -              | 100     | 1     | Goldmedaille   |
| 2022                    | Stefan Feurstein     | Silbermedaille | - (f)          | - (g)          | Bronzemedaille | 148     | 5     | Goldmedaille   |
| 2023                    | Stefan Feurstein     | Goldmedaille   | Silbermedaille | Goldmedaille   | Silbermedaille | 145 (h) | 2     | Goldmedaille   |
| 2024                    | Stefan Feurstein     | Silbermedaille | Goldmedaille   | Bronzemedaille | Goldmedaille   | 185     | 2     | Silbermedaille |
| Stand: 8. Dezember 2024 |                      |                |                |                |                |         |       |                |

Teilnahmen:  66

 Goldmedaillen:  37

 Silbermedaillen:  13

 Bronzemedaillen:  5

| Legende |
| --- |
| - Jahr: Nennt das Jahr des Weltcups. - Partner: Spielpartner in diesem Weltcup-Jahr. - 1. T.: (1. Turnier, von 4) Rang des Sportlers in diesem Turnier. - Punkte: Weltcup-Punkte, die der Spieler am Ende der Qualifikation hatte. - Quali: Rang am Ende der Qualifikation. - Finale: Rang im Finale, falls dieses erreicht wurde. |